# 尼格羅河皇甲鯰
尼格羅河皇甲鯰，為輻鰭魚綱鯰形目甲鯰科的其中一種，為熱帶淡水魚，分布於南美洲黑河、Branco與Tapajos河流域，體長可達11.3公分，棲息在底層水域，生活習性不明。